# Trichotosia
Trichotosia là một chi phong lan có khoảng 50 loài phân bố ở Đông Nam Á, Indonesia, New Guinea và quần đảo Thái Bình Dương.

## Phân loài
- Trichotosia annulata
- Trichotosia biflora
- Trichotosia brachiata
- Trichotosia calvescens
- Trichotosia conifera
- Trichotosia dalatensis Lan nhung đà lạt[1]
- Trichotosia elongata
- Trichotosia flexuosa
- Trichotosia gjellerupii
- Trichotosia hallieri
- Trichotosia integra
- Trichotosia katherinae
- Trichotosia lacinulata
- Trichotosia leptocarpa
- Trichotosia microphylla
- Trichotosia molliflora
- Trichotosia odorifera
- Trichotosia pendula
- Trichotosia pilifera
- Trichotosia quadricolor
- Trichotosia rhodoleuca
- Trichotosia spathulata
- Trichotosia thomsenii
- Trichotosia tuberosa
- Trichotosia uniflora
- Trichotosia velutina
- Trichotosia vulpina
- Trichotosia wallaoeana

## Hình ảnh

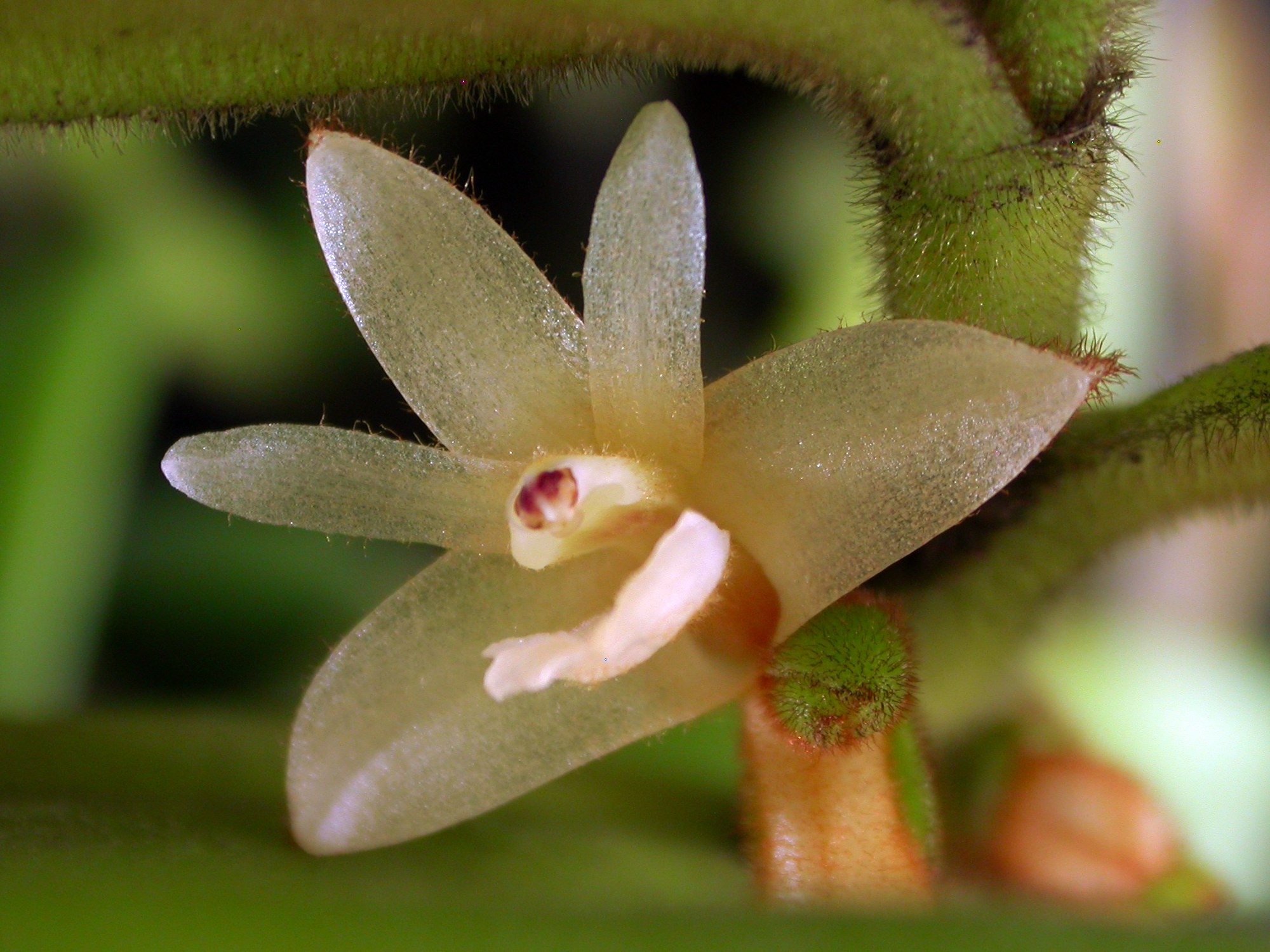
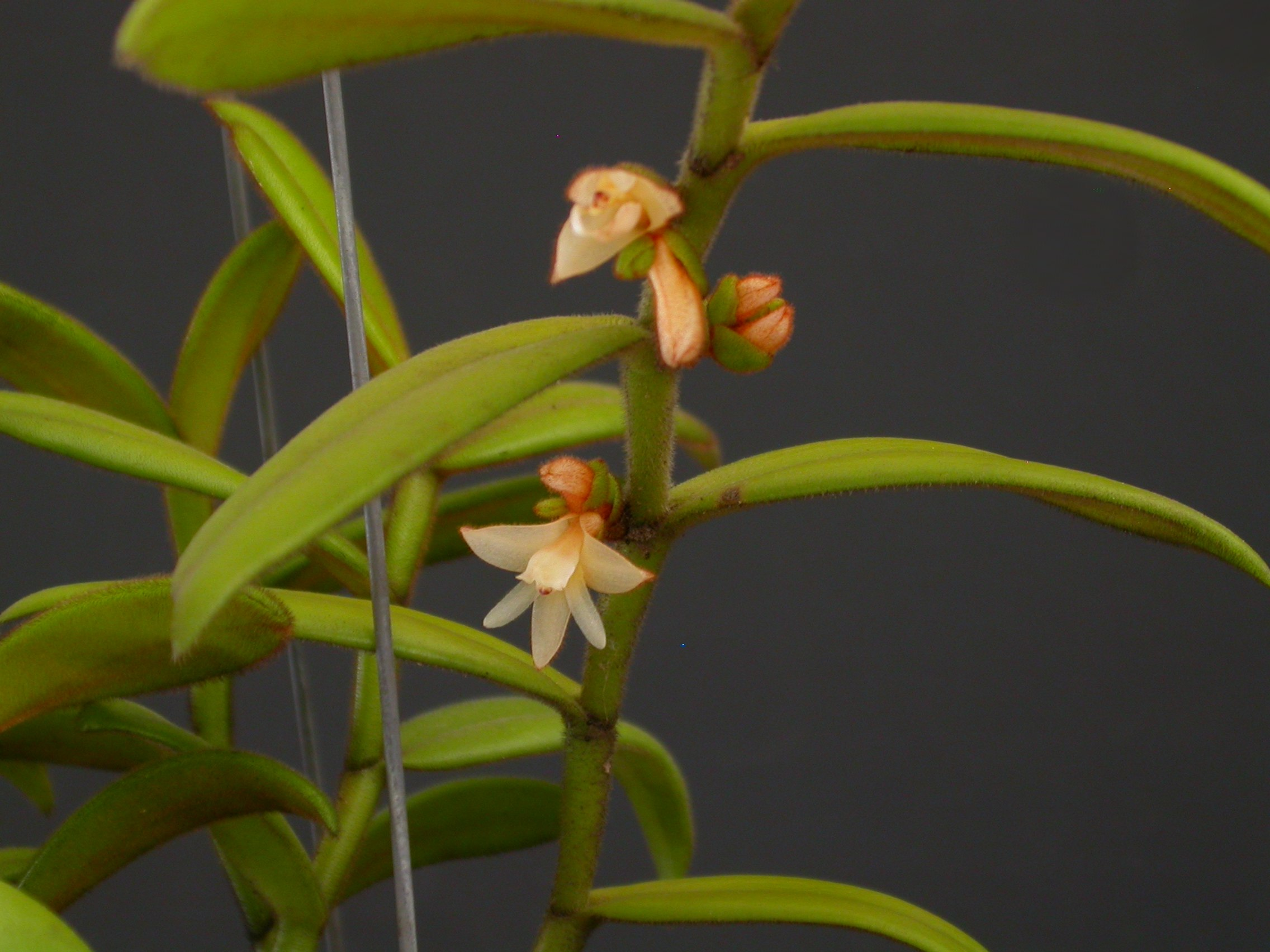
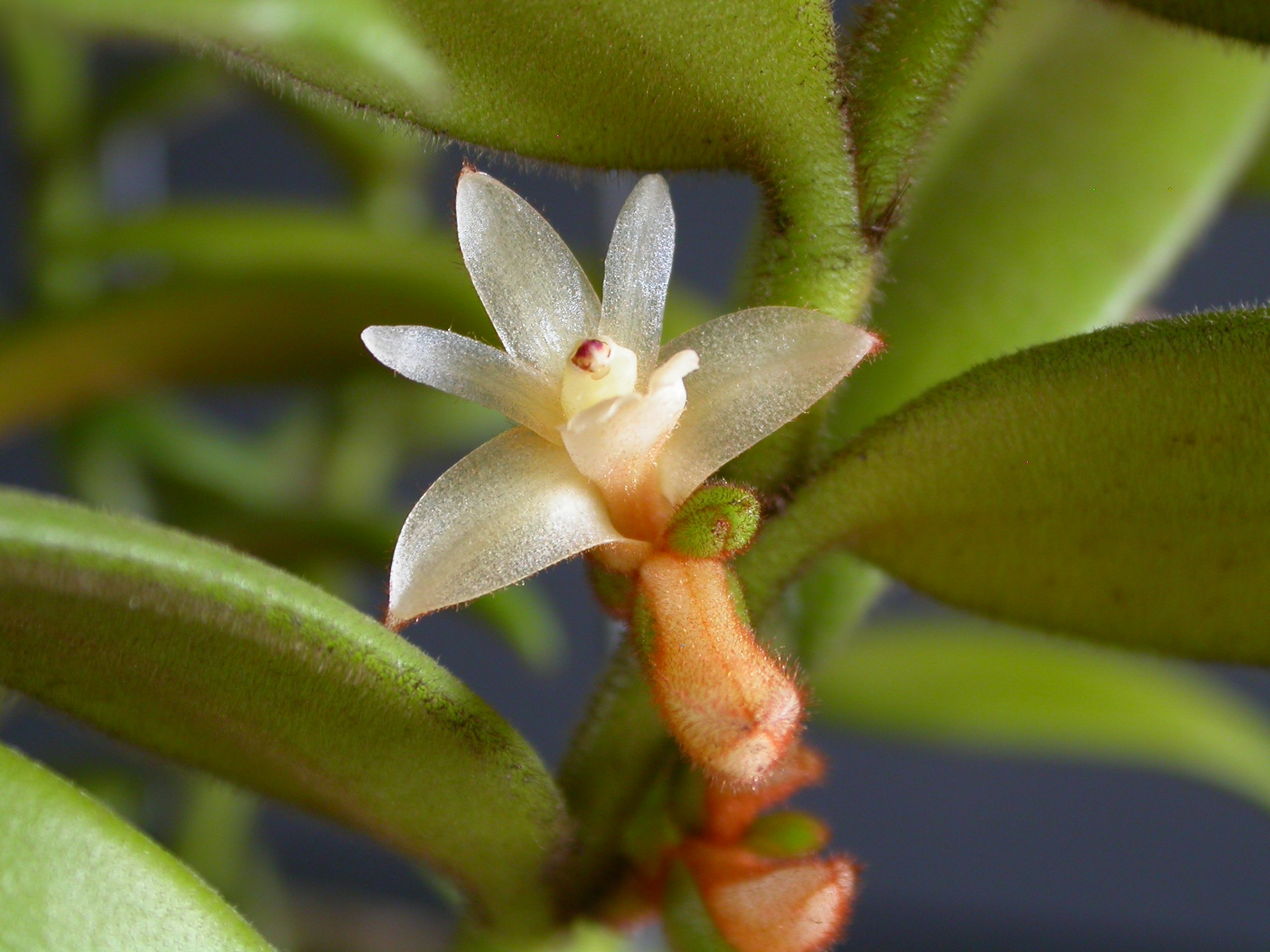